# Oostvleteren
Oostvleteren est un village situé en Belgique, dans la province de Flandre-Occidentale. C'est une section de la commune de Vleteren. C'était une commune à part entière avant la fusion des communes de 1977.

## Géographie
Le centre d'Oostvleteren se trouve au nord de la commune. Tout à fait au nord d'Oostvleteren se trouve le petit hameau d'Elzendamme, le long de l'Yser. Le centre du village se trouve non loin à l'est de l'actuelle route N8 et s'est développé progressivement vers l'est, le long de la route Westvleteren-Reninge.

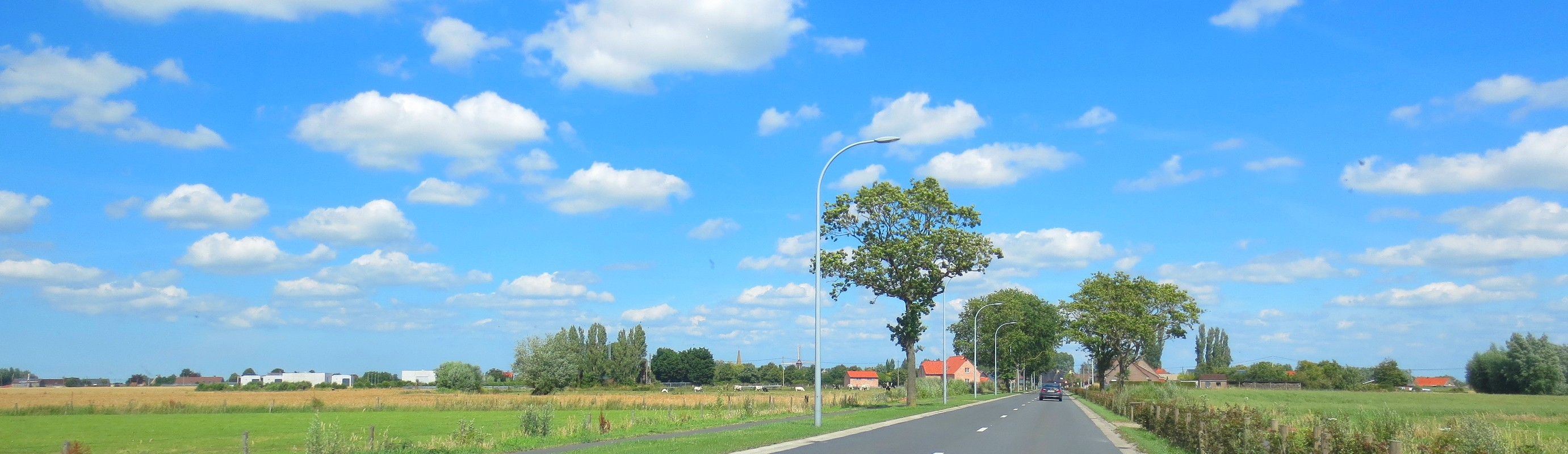
Oost-Vleteren

## Démographie

### Évolution démographique
- Sources : INS, Rem. : 1831 jusqu'en 1970 = recensements, 1976 = nombre d'habitants au 31 décembre[2].

## Histoire
La paroisse et l'église ont été baptisées d'après saint Aimé : c'est l'unique paroisse belge ayant ce patronage. L'église Saint-Aimé (Sint-Amatuskerk en néerlandais), de style gothique tardif, date du XVe siècle et comporte des parties plus anciennes encore. En 1977, elle a été ravagée par un incendie mais a été reconstruite.
Pendant la Première Guerre mondiale, en janvier 1915, des troupes retirées du front d'Ypres sont venues à Oostvleteren pour une période de récupération, réparations diverses, révision des effectifs, entrainement etc..
De même, en octobre 1918, des soldats ont cantonné pendant environ une semaine à Oostvleteren et lieux proches.

## Patrimoine civil et religieux
- Ancienne abbaye d'Eversham